# 040 TX

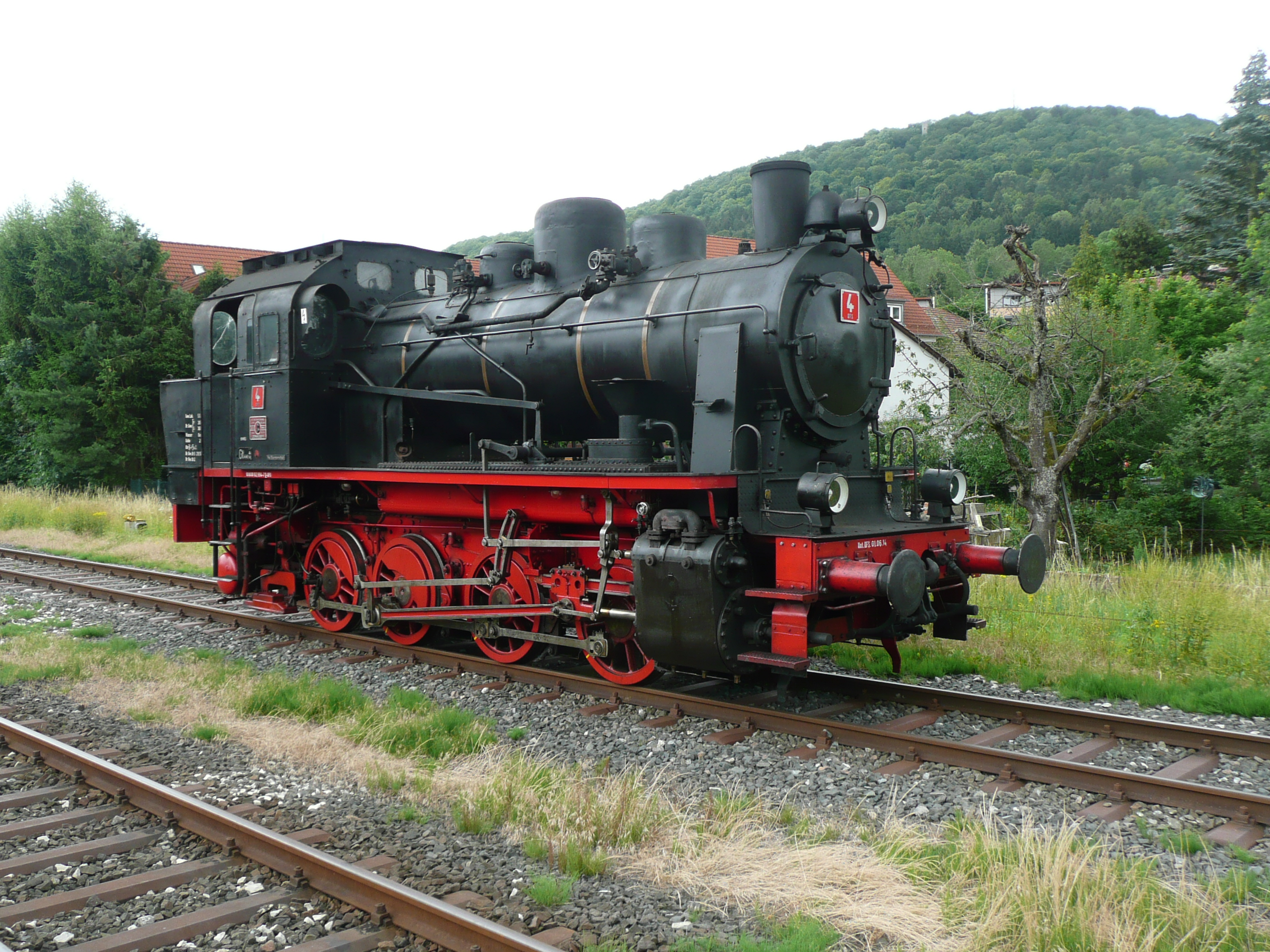
Une KDL 4 préservée en Allemagne sur le Dampfbahn Fränkische Schweiz.

Les 040 TX sont des locomotives à vapeur de la classe des eight wheel d'origine allemande construites en France. Elles sont dotées de quatre essieux moteurs couplés.

## Genèse
La construction de ces locomotives fit l'objet de trois marchés passés par l'occupant en 1943 pour une livraison prévue à partir d'avril 1943. Elle était confiée à la société Schneider du Creusot sur les plans établis par la société Henschel. Elles étaient de type KDL 4 ELNA : KriegsDampfLokomotive typ 4 (« Locomotive de guerre type 4 »). Ce modèle était la continuation des locomotives ELNA 6 (de), construites à partir de 1922 pour des chemins de fer d'intérêt local Kleinbahn (de) et des industries privées.  
La société Schneider ayant mis en place un réseau de sous-traitants réparti sur tout le territoire, seules trois machines sont à peu près terminées lors de la retraite allemande. Le 28 août 1944, ceux-ci tenteront de les emmener en Allemagne mais le voyage s'arrêtera à Dijon où elles furent sabotées.
La SNCF demanda la reprise de la construction par une commande le 21 mars 1945 et les livraisons débutèrent le 21 mai 1945 pour s'achever le 28 novembre 1947 avec les trois machines sabotées qui furent réparées. Elles furent immatriculées 040 TX 1 à 67 et ventilées sur quatre régions qui furent au début le nord, l'est, le sud-est et l'ouest mais très vite la région Nord fut écartée au profit de la région Sud-Ouest.

## Utilisation et services

### Région Est
La région Est reçut quatorze machines neuves au printemps 1946 qui furent vite complétées par l'arrivée de six machines ex-Sud-Est. Les dépôts d'affectation furent Paris la Villette et Noisy-le-Sec. À partir de mai 1954 et jusqu'en août 1956 l'effectif de la région Est ne cessa de croître par mutation des régions Ouest et Sud-Ouest pour atteindre un maximum de 36 unités en service. Cependant le déclin commença dès l'année 1957 pour se finir le 13 mai 1971 avec la 1-040 TX 25 du dépôt de Chaumont qui fût la dernière locomotive de manœuvre de la SNCF. Les dépôts furent, en plus des deux précédents : Troyes, Épinal, Mulhouse-Nord, Épernay, Chalindrey, Reims, Lumes, Verdun, Blainville, Longwy, Strasbourg, Bar-le-Duc, Vaires, Chaumont, Belfort, Hausbergen et Nogent-Vincennes.

### Région Sud-Est
Cette région fut la première à toucher des machines neuves avec dix locomotives qui furent les 5-040 TX 1 à 5 et les 5-040 TX 16 à 20. Leurs dépôts furent Dijon et Laroche-Migennes mais ce pour un temps très court car dès le printemps 1948 les 5-040 TX avaient été mutées vers les régions est et sud-ouest.

### Région Sud-Ouest
Cette région toucha huit locomotives neuves en 1947 et l'effectif ne cessa de croître pour atteindre un maximum de 37 machines au milieu de 1955. Le déclin commença en 1961 pour se terminer le 30 novembre 1969 avec la radiation des deux dernières machines au dépôt de Montluçon. Les dépôts furent : Bordeaux-Bastide, Bordeaux-Saint-Jean, Ussel, Agen, Vierzon, Montluçon, Tours, Périgueux, Castres, Aurillac, Châteauroux, Bayonne, Capdenac, Carmaux, Toulouse, Tarbes, Montauban et Coutras.

### Région Ouest
Cette région toucha 35 locomotives neuves qui, comme à la région Sud-Est, furent mutées aux régions de lEest et du Sud-Ouest mais après avoir été intensément utilisées durant les premières années. Ces mutations commencèrent avec la 3-040 TX 6 et se finirent avec la 3-040 TX 62. Les [dépôts furent : Évreux, Batignolles, Mézidon, Saintes, Granville, Argentan, Achères, Dieppe et Lisieux.

### Autres utilisateurs
La société Schneider conserva trois machines qui furent affectées pour deux d'entre elles aux mines de fer de Knutange en Lorraine et pour la troisième aux Houillères de Decize dans la Nièvre. La société De Wendel en loua également un certain nombre, de même que la Compagnie des chemins de fer secondaires du Nord-Est. De plus quatre machines furent vendues à deux entreprises : la 040 TX 66 à la Compagnie de chemin de fer d'Avricourt à Blâmont et à Cirey et les 040 TX 20, 34 et 56 à la Société des Ciments Français sur le site de Loisy-sur-Marne.

## Description
Ce sont des machines disposant d'un moteur à simple expansion à deux cylindres. La distribution est du type « Walschaerts ». Le foyer est de type « Crampton » et l'échappement de type « Allemand ». Comme toutes machines d'origine allemande la conduite est à droite ce qui put constituer un handicap pour les services auxquels elles étaient destinées, à savoir les manœuvres en gare et aux dépôts, au triage à la butte et en ligne pour les dessertes. Si la longueur de leurs carrières fut le garant de leurs qualités elles n'étaient pas au gabarit passe-partout de la SNCF. Une originalité de ces machines tient du fait qu'elles n'avaient qu'une soute à eau placée entre les longerons.

## Caractéristiques
- Pression de la chaudière : 12 kg/cm2
- Surface de grille : 1,84 m2
- Surface de chauffe : 88,10 m2
- Surface de surchauffe : 31 m2
- Diamètre des cylindres : 520 mm
- Diamètre des roues motrices : 1 100 mm
- Capacité de la soute à eau : 6,5 m3
- Capacité de la soute à charbon : 3,6 t
- Masse à vide : 42,5 t
- Masse en ordre de marche : 57,1 t
- Masse adhérente : 57,1 t
- Longueur hors tout : 10,08 m
- Vitesse maxi en service : 45 km/h

## Modélisme
Les 040 TX ont été reproduites à l'échelle HO par l'artisan Loco-Diffusion sous forme de kit à monter en laiton et pièces bronze. Chez Weinert, on trouve en kit une ELNA Type 6, modèle qui servit d’inspiration à la type 4 et donc aux 040 TX. Tillig reproduit fin 2020 une 040 TX en HO.